# Louis C. Thomas
Pour les articles homonymes, voir Louis Thomas et Thomas.
Œuvres principales
- Poison d'avril (1957)
- La Place du mort (1975)

Louis C. Thomas, pseudonyme de Louis Thomas Cervoni, né le 27 décembre 1921 à Hyères et mort le 10 mai 2003 dans la même ville, est un écrivain et scénariste français. Prolifique auteur de romans policiers, il obtient au cours de sa carrière le prix du Quai des Orfèvres en 1957 et le prix Mystère de la critique en 1976. Il est également connu pour son travail de scénariste, notamment pour la série télévisée policière Les Cinq Dernières Minutes.

## Biographie
Il fait ses études à Toulon et à l'École normale de Draguignan. Il obtient son brevet supérieur en 1941 et devient instituteur.  
Appelé aux Chantiers de Jeunesse en 1942, il est d'abord affecté dans une carrière, puis envoyé en Allemagne en 1943. Il travaille deux ans à Dessau et à Zeitz dans les usines d'aviation Junker. À la Libération, il retourne à l'enseignement. Au printemps 1947, alors qu'il circule à moto sur la route d'Hyères à Toulon, il dérape dans un virage et est projeté dans un fossé. Le nerf optique sectionné dans l'accident, il devient aveugle et doit se résoudre à quitter l'enseignement. Il essaie alors d'écrire des chansons en enroulant une feuille blanche autour d'une règle, puis en alignant des mots au ras de cette règle, lui faisant faire un quart de tour chaque fois qu'il arrive au bout de la ligne. Un après-midi, Christiane, une institutrice parisienne en vacances à Hyères, entre en contact avec lui, intriguée de le voir agir ainsi. Deux mois plus tard, ils se marient et s'installent à Paris. Il décide de se lancer dans le métier d'écrivain. Il commence par dicter ses œuvres (romans, nouvelles, scénarios) au magnétophone, puis les tape à la machine à écrire. Lorsqu'il a terminé la frappe, son épouse Christiane corrige le texte, puis le lui relit. Ils procéderont ainsi durant toute la carrière de Louis C. Thomas. 
En 1953, dans Jour des morts apparaît son héros récurrent, le Commissaire Paron, qui enquête dans une demi-douzaine de romans. Avec le quatrième titre de cette série, Poison d'avril, il obtient le prix du Quai des Orfèvres en 1957. En 1976, il est lauréat du prix Mystère de la critique avec La Place du mort.
Auteur de romans policiers où transparaît l'influence de Georges Simenon, il a aussi écrit pour la radio, notamment pour Les Maîtres du mystère, mais également de nombreux scénarios pour le cinéma et la télévision, par exemple pour la série Les Cinq Dernières Minutes. 
En 1967, Julien Duvivier réalise le film Diaboliquement vôtre d'après le roman Manie de la persécution, avec Alain Delon dans le rôle principal. En 1988, la série télévisée Sueurs froides est créée d'après le recueil de nouvelles Crimes parfaits et imparfaits. 
Il meurt dans sa ville natale d'Hyères le 10 mai 2003.

## Œuvre

### Roman

#### Série duCommissaire Paron
- Jour des morts, (signé Thomas Cervion)
  - Paris, Fleuve noir, coll. Spécial police no 41, 1953
  - version remaniée signée Louis C. Thomas, Paris, Denoël, 1971 et 1983
- Le Mal est fait, (signé Louis Thomas)
  - Paris, La Corne d'Or, coll. Policier no 1, 1955
- Tué par un ange, (signé Louis Thomas)
  - Paris, La Corne d'Or, coll. Policier no 2, 1956
- Poison d'avril,
  - Paris, Hachette, coll. Le Point d'interrogation, 1957 ;
  - Paris, Librairie des Champs-Élysées, coll. Le Masque no 1780, 1985
- Le Froid du tombeau,
  - Paris, Denoël, collection policière no 10, 1959 ;
  - Paris, Librairie des Champs-Élysées, coll. Le Masque no 2349, 1997

#### Autres romans
- De sac et de corde, (signé Louis Thomas),
  - Éditions Ciel du Nord, coll. Le roman suspense no 2, 1954
- Le Retour des rats, (signé Louis Thomas),
  - Paris, La Corne d'Or, coll. Policier no 4, 1956
- Malemort, (signé Louis Thomas),
  - Paris, La Corne d'Or, coll. Policier no 5, 1957
- L'assassin connaît la musique, (signé Jacques Griss)
  - Paris, Jacquier, coll .La Loupe no 56, 1957
- Le Mort qui marche,
  - Paris, Denoël, coll. policière no 5, 1958 ;
  - Paris, Librairie des Champs-Élysées, coll. Le Masque no 2420, 1999
- Sans espoir de retour,
  - Paris, Denoël, coll. Crime club no 22, 1960 ;
  - Paris, Librairie des Champs-Élysées, coll. Le Masque no 2245, 1995
- La Mort au cœur,
  - Paris, Denoël, coll. Crime club no 36, 1961
- Manie de la persécution, 
  - Paris, Denoël, coll. Super crime club, 1962 ;
  - Paris, J'ai lu, 1986
- À vos souhaits... la mort,
  - Paris, Denoël, coll. Super crime club no 211, 1963 ;
  - Paris, Librairie des Champs-Élysées, coll. Le Masque no 2277, 1996
- Les Mauvaises Fréquentations,
  - Paris, Denoël, coll. Crime club no 225, 1964 ;
  - Paris, Librairie des Champs-Élysées, coll. Le Masque no 2311, 1997
- Par cruauté mentale,
  - Paris, Denoël, coll. Crime club no 237, 1965 ;
  - Paris, Éditions du Rocher, 1988
- La Nuit de nulle part,
  - Paris, Denoël, coll. Crime club no 251, 1967 ;
  - Paris, Librairie des Champs-Élysées, coll. Le Masque no 2398, 1998
- Coup de sang,
  - Paris, Denoël, coll. Super crime club, 1967 ;
  - Paris, Le Livre de poche policier no 4885, 1977 ;
  - Paris, Librairie des Champs-Élysées, coll. Club des Masques no 429, 1981 ;
  - Paris, Le Livre de poche Thriller, 1992 ;
  - Paris, Librairie des Champs-Élysées, coll. Le Masque no 2051, 1991
- Les Trente Deniers,
  - Paris, Denoël, coll. Crime club no 264, 1968 ;
  - Paris, Librairie des Champs-Élysées, coll. Le Masque no 2032, 1990
- Les écrits restent (roman à clef avec pour héros un écrivain parisien de romans policiers du nom de Maurice Latel - à qui le livre est par ailleurs dédié - ayant tous les traits de caractère de Maurice Endrèbe-Lataulère, ami de l'auteur),
  - Paris, Denoël, coll. Crime club no 271, 1969 ;
  - Paris, Denoël, coll. Sueurs froides, 1983
- Malencontre,
  - Paris, Denoël, coll. Crime club no 307, 1972 ;
  - Paris, Le Livre de poche no 5019, 1977 ;
  - Paris, Librairie des Champs-Élysées, coll. Club des Masques no 396, 1980 ;
  - Paris, Librairie des Champs-Élysées, coll. Le Masque no 2073, 1992
- La Place du mort,
  - Paris, Denoël, coll. Sueurs froides, 1975
- Pour le meilleur et pour le pire
  - Paris, Éditions OPTA, coll. Littérature policière, 1976 ;
  - Paris, Éditions du Rocher, 1985
- La Mort en chantier
  - Paris, Denoël, coll. Sueurs froides, 1978
- Le Sauf-conduit,
  - Paris, Denoël, coll. Sueurs froides, 1980
- Des briques en vrac,
  - Paris, Fleuve noir, coll. Engrenage no 57, 1983 ;
  - Paris, Hermé, coll. Suspense, 1990
- Une chute qui n'en finit plus
  - Paris, Denoël, coll. Sueurs froides, 1985
- Télé Scoop,
  - Paris, Denoël, coll. Sueurs froides, 1988
- Une fille qui pleurait,
  - Paris, Denoël, coll. Sueurs froides, 1991
- Une femme de trop,
  - Paris, Denoël, coll. Sueurs froides, 1995 ;
  - Paris, Gallimard, coll. Folio policier no 156, 2000

### Recueil de nouvelles
- Crimes parfaits et imparfaits,
  - Paris, Denoël, coll. Sueurs froides, 1986 ;
  - Paris, J'ai lu, 1988
- Crimes avec préméditation,
  - Paris, Librairie des Champs-Élysées, coll. Le Masque no 2114, 1993

### Autres publications
- La Complice, (novélisation d'une pièce radiophonique éponyme),
  - Paris, Denoël, coll. Crime club no 247, 1966 ;
  - Paris, Éditions du Rocher, 1985

## Prix et distinctions
- Prix du Quai des Orfèvres 1957 pour Poison d'avril[1]
- Prix Mystère de la critique 1976 pour La Place du mort[2]

## Filmographie

### Comme scénariste

#### Au cinéma
- 1959 : Voulez-vous danser avec moi ? de Michel Boisrond (co-scénariste)

#### À la télévision

##### Téléfilms
- 1972 : La Fin et les Moyens de Paul Paviot
- 1974 : À vos souhaits... la mort de François Chatel, avec France Dougnac et Xavier Saint-Macary.
- 1975 : La Nuit des cent millions de Jean-Marie Coldefy

##### Séries télévisées
- 1959 – 1973 : Cinq Dernières minutes : épisodes :
  - 1959 : Le Grain de sable de Claude Loursais
  - 1959 : Sans en avoir l'air de Claude Loursais
  - 1960 : Un poing final de Claude Loursais
  - 1961 : Épreuves à l'appui de Claude Loursais
  - 1962 : Le Tzigane et la Dactylo de Pierre Nivollet
  - 1963 : Une affaire de famille de Jean-Pierre Marchand
  - 1964 : Quand le vin est tiré… de Claude Loursais
  - 1967 : Finir en beauté de Claude Loursais
  - 1967 : Un mort sur le carreau de Roland-Bernard
  - 1967 : Voies de fait de Jean-Pierre Decourt
  - 1968 : Les Enfants du faubourg de Claude Loursais
  - 1968 : Traitement de choc de Claude Loursais
  - 1969 : Sur la piste de Claude Loursais
  - 1972 : Meurtre par la bande de Claude Loursais
  - 1973 : Meurtre par intérim de Claude Loursais
- 1967 : Malican père et fils : saison une, épisode Danger de mort
- 1967 – 1973 : Dem Täter auf der Spur, épisodes Zehn Kisten Whisky, In Schönheit sterben et Stellwerk 3

### Comme auteur adapté

#### Au cinéma
- 1967 : Les Racines du mal, film français de Maurice Cam, d'après Les Mauvaises Fréquentations.
- 1967 : Diaboliquement vôtre, film français de Julien Duvivier, d'après Manie de la persécution, avec Alain Delon, Senta Berger et Sergio Fantoni.

#### À la télévision

##### Téléfilms
- 1972 : Les écrits restent, téléfilm français de Pierre Bureau.
- 1973 : Coup de sang, de Jean-Paul Carrère, avec Christian Barbier et France Anglade, ORTF.
- 1994 : Balle perdue, téléfilm français d'Étienne Périer.

##### Séries télévisées
- 1971 : Giallo di Sera : épisode Un Affare Editoriale
- 1975 : Au théâtre ce soir : La Complice
- 1988 : Sueurs froides
- 2001 : Les Enquêtes d'Éloïse Rome : saison une, épisode quatre Mort à répétition